# Završni i nezavršni znakovi
U računarstvu, završni i nezavršni znakovi (još i završni i nezavršni simboli, završne i nezavršne oznake, terminali i neterminali) su oni znakovi (simboli) koji su korišteni za konstruiranje pravila produkcija u formalnoj gramatici. Dok završni znakovi oblikuju dijelove nizova znakova koje gramatika generira, nezavršni znakovi preslikavaju imena produkcija gramatike i na taj način generiraju nizove znakova supstitucijom bilo drugih nezavršnih znakova, bilo završnih znakova (ili nekom njihovom kombinacijom).
Na primjer, za predstavljanje cijelog broja (engl. integer) se može zadati sljedeći opis u BNF notaciji:
```
<cijeli_broj> ::= ['-'] <znamenka> {<znamenka>}
<znamenka> ::= '0' | '1' | '2' | '3' | '4' | '5' | '6' | '7' | '8' | '9'
```

Ovdje su znakovi (-,0,1,2,3,4,5,6,7,8,9) završni, dok su <znamenka> i <cijeli_broj> nezavršni znakovi.

## Oznake
U formalnoj se gramatici dogovorno koriste sljedeće oznake:
1. Velika slova A, B, C, D, E i S su nezavršni znakovi gramatike. Uobičajeno je da se znak S koristi za početni nezavršni znak.
2. Mala slova a, b, c, d, e, brojke i podebljani nizovi znakova su završni znakovi gramatike.
3. Velika slova X, Y i Z su završni ili nezavršni znakovi.
4. Mala slova u, v, w, x, y i z označavaju nizove završnih znakova.
5. Mala grčka slova {\displaystyle \alpha }, {\displaystyle \beta } i {\displaystyle \gamma } označavaju nizove završnih i nezavršnih znakova.